# Longitarsus scaphidioides
Longitarsus scaphidioides là một loài bọ cánh cứng trong họ Chrysomelidae. Loài này được Abeille miêu tả khoa học năm 1896.